# 歐德姆布拉

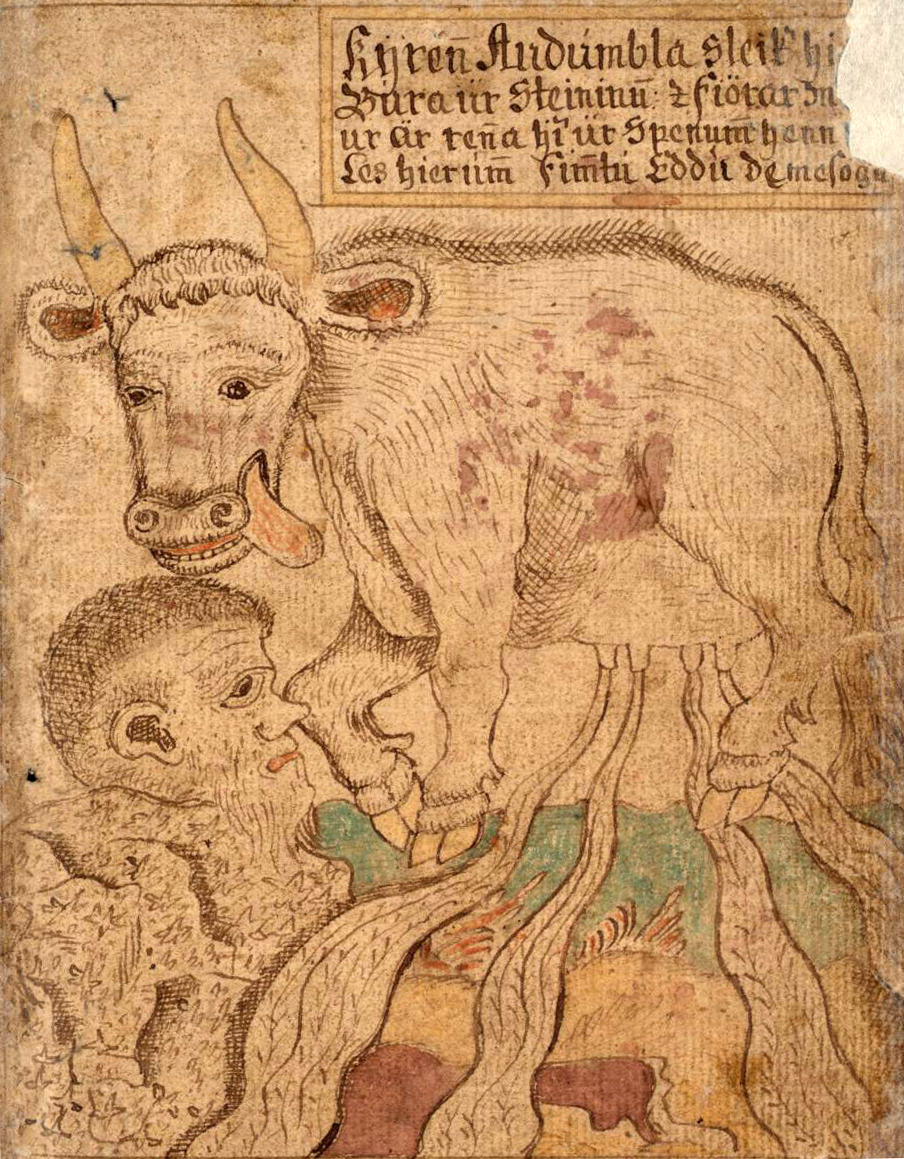
歐德姆布拉舔食的冰中出現了布利，同時產出了大量的牛奶。該圖出自於18世紀散文埃達的手稿。

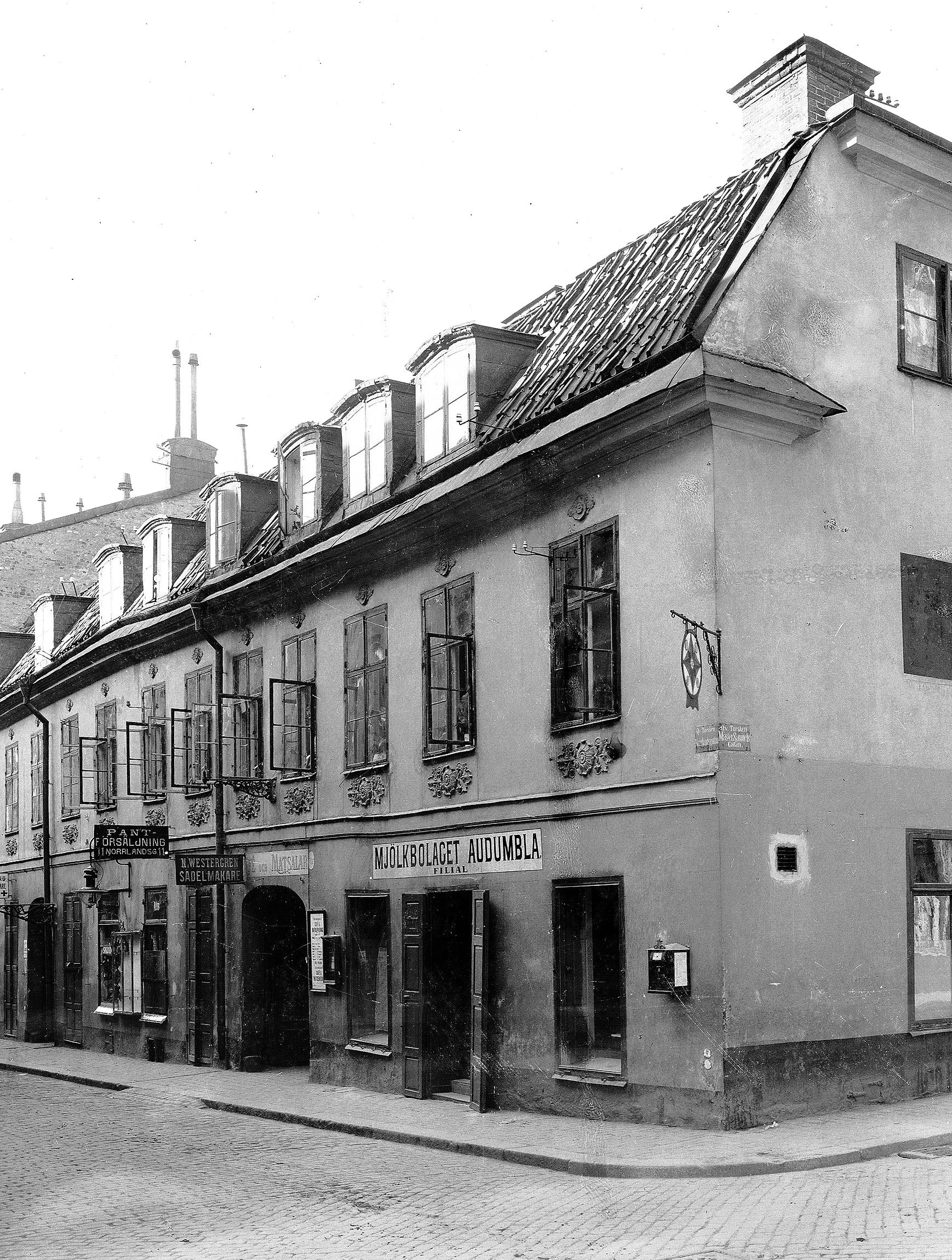
1908年，位於斯德哥爾摩的歐德姆布拉牛奶公司。

歐德姆布拉（Auðumbla）是北歐神話中的一頭母牛，歐德姆布拉和始祖巨人尤彌爾是世界上最早出現的生物。尤彌爾吸食歐德姆布拉的乳水維生，歐德姆布拉則舔食著冰上的鹽粒，三天三夜之後，歐德姆布拉舔食的冰裡出現了布利，布利是所有神祇的祖先，也是奧丁、威利，和菲三兄弟的祖父。
歐德姆布拉只出現在散文埃達中，散文埃達是由斯諾里·斯蒂德呂松於十三世紀所著作。學者認為歐德姆布拉的形象起源於早期的日耳曼神話，可能與其他神話中以牛科動物形象出現，或是和乳牛有關聯的女神相關。

## 名字
歐德姆布拉在散文埃達中的拼寫方式依手稿版本不同而異，最常出現的幾種拼寫有Auðumbla、Auðhumla和Auðumla，普遍認為歐德姆布拉的意思為「乳水豐富的無角乳牛」，由古諾斯語auðr「富饒的」，和humala「沒有角的」。
「Auðumbla」在語意上也有曖昧不明的地方。雖然蘇格蘭英語中也有無角乳牛一詞，而北歐人從史前時代就開始飼養無角乳牛，同時如上段所述，Auð-可能是指「富饒的」，所以大多數的學者都認為「乳水豐富的無角乳牛」是指一種古北歐的動物，然而，auðr同時也是「命運」和「荒廢、荒蕪」，因此，Auðumbla也可以是「荒蕪之地的毀滅者」。有學者認為Auðumbla一詞有多種解釋可能是有意為之的。

## 文本
歐德姆布拉只出現在兩個文本中，《散文埃達》中的〈欺騙古魯菲〉以及在〈名錄集〉中用以指涉乳牛。
在〈欺騙古魯菲〉中，甘格列（Gangleri）（甘格列出現在〈欺騙古魯菲〉的前半段，由國王古魯菲偽裝而成）問道，在遠古時期尤彌爾住在哪裡，吃些什麼，至高者回道歐德姆布拉的乳頭流出了四道由牛奶組成的河川，而尤彌爾便是依靠乳水維生。古魯菲又問，歐德姆布拉吃什麼維生，至高者回道，歐德姆布拉舔食著結冰的石頭上的鹽份維生，至高者提道，歐德姆布拉曾有一次連續三天三夜舔食鹽份，從被舔食的石頭中出現了布利，第一天布利的頭髮露了出來，第二天頭部露了出來，第三天整個身體都露了出來。
〈名錄集〉中作者提供了一系列用以指涉乳牛的詞彙，而歐德姆布拉是唯一有名字的乳牛，作者提到，「歐德姆布拉是最偉大的母牛」。

## 學者的看法

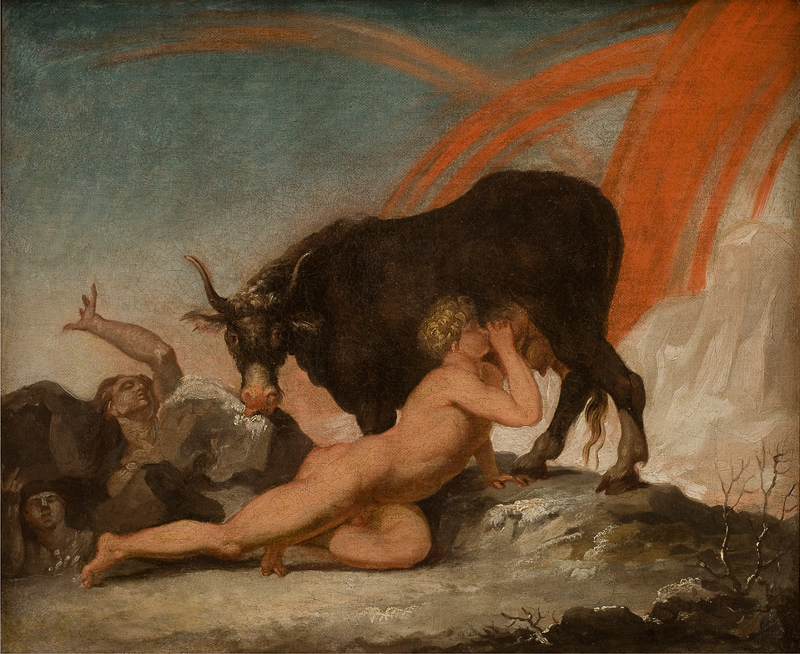
最早出現的生物尤彌爾吸食歐德姆布拉的乳水，同時歐德姆布拉舔食的冰中出現了布利。由尼古拉·阿比爾高德於1790年繪製。

古北歐文學學者約翰·林多提到，乳牛常常出現在創世神話中，然而，「令人眼睛為之一亮的是，歐德姆布拉連結了兩個敵對的群體，一邊是吸食著乳水維生的尤彌爾，巨人種族的始祖；另一邊則是從石頭中出現的布利，亞薩神族的始祖。」
宗教與哲學家魯道夫·齊梅克則提到羅馬元老院的元老塔西陀於第一世紀的民族誌著作《日耳曼尼亞志》，書中提到日耳曼人飼養一種沒有角的牲畜，也提到了日耳曼女神娜瑟斯乘坐由牲畜拉動的馬車。齊梅克將娜瑟斯與其他非日耳曼，且與乳牛相關的神祇做比較，包含埃及女神哈索爾（牛頭人身）和伊西斯（聖書體名字中包含與乳牛相關的圖像），和古埃及女神赫拉（牛眼）。

## 延伸閱讀
- 海德倫：北歐神話中的山羊，英靈殿戰士飲用的羊乳出自於海德倫。
- 特羅斯牛（英语：Swedish Red Polled）：瑞典一種沒有角的牛。
- 阿瑪爾忒婭：以乳水撫養宙斯長大的山羊。
- 蓋維福迭達（英语：Gavaevodata）：祆教神話中的始祖乳牛。
- 卡瑪德亨努：印度教神話中的乳牛。

## 註解和引用資料
1. ↑  See discussion in both Lindow 2001:63 and Simek 2007:22.
2. ↑  Liberman (2016:347–352).
3. ↑  Faulkes (1995 [1987]:11).
4. ↑  Faulkes (1995 [1987]:163).
5. ↑  Lindow (2001:63).
6. ↑  Simek (2007: 22).

## 外部連結
- MyNDIR (My Norse Digital Image Repository) （页面存档备份，存于） Illustrations of Auðhumbla from manuscripts and early print books. Clicking on the thumbnail will give you the full image and information concerning it.